# 雷德蘭鎮區 (阿肯色州亨普斯特德縣)
雷德蘭鎮區（英語：Redland Township）是位於美國阿肯色州亨普斯特德縣的一個行政鎮區。

## 地方資料
雷德蘭鎮區的面積為162.62平方千米，當中陸地面積為162.32平方千米，而水域面積為0.30平方千米。根據2010年美國人口普查的數據，當地共有人口693人，而人口密度為每平方千米4.26人。